# Die Stimme aus dem Äther
Die Stimme aus dem Äther ist eine 1938 entstandene deutsche Filmkomödie, die am 10. Mai 1939 uraufgeführt wurde. 

## Handlung
In ihrem Potsdamer Elternhaus trifft Brigitte von Gersdorf mit ihrem Wunsch, Schauspielerin zu werden, auf die entschiedene Ablehnung ihres Vaters. Sie verlässt daraufhin ihre Eltern, geht nach Berlin, um sich dort der Schauspielprüfung zu unterziehen, die sie jedoch nicht besteht. Tief enttäuscht und ratlos, begegnet sie danach in einer Aschinger-Filiale zufällig dem Funkberichterstatter Seidelbast vom Deutschlandsender, der gerade eine Livereportage macht und dabei auf ihre Stimme aufmerksam wird.
Nach diesem Zusammentreffen zieht Brigitte gemeinsam mit ihrer Freundin Erika in eine bescheidene Berliner Pension und damit in unmittelbare Nachbarschaft des am Bau der Reichsautobahn tätigen Ingenieurs Hannes Bolshausen, mit dem sie sich rasch anfreundet.
Wenig später wird Brigitte zum Mikrofontest in das Haus des Rundfunks eingeladen. Ihr Probetext, von Seidelbast für eine Fünfminutensendung geschrieben, wird von ihm gleich in das Liveprogramm durchgestellt. Die positive Resonanz auf diese Sendung verschafft Brigitte eine Anstellung am Sender, jedoch unter der Bedingung, dass niemand ihre Identität erfährt, da sie für jedermann lediglich die tröstende und Mut zusprechende „Stimme“ sein soll. Vor Entdeckung ist Brigitte sicher, da, wie man ihr erklärt, Stimmen im Mikrofon völlig anders klingen als in Wirklichkeit. 
In die Funkstimme verliebt sich indessen der Ingenieur Hannes, nichtsahnend, dass er Wand an Wand mit ihr lebt. Brigitte, die warm für ihn empfindet, stört dies entschieden. Als es Hannes über Umwege endlich gelingt, ein Rendezvous mit der „Stimme“ auszuhandeln, schickt Brigitte an ihrer Stelle die quirlige Freundin Erika, um ihn abzuschrecken. Doch Hannes hat die wahren Zusammenhänge schon erkannt und geht scheinbar auf Erika ein, um Brigitte für ihr Versteckspiel zu strafen. 
Brigitte aber nimmt die Sache ernst, verschwindet prompt aus Berlin. Ein weiterer Zufall will es allerdings, dass bei einer Darbietung der Landesbühne in der Provinz Brigitte auf Hannes trifft. Auch Funkberichterstatter Seidelbast, der sich Hoffnungen auf sie gemacht hatte, ist zugegen. Brigitte und Hannes sprechen sich aus und küssen sich danach. Seidelbast beobachtet sie dabei missmutig.
Brigitte, nunmehr mit Hannes verheiratet, nimmt ihre Sendung im Haus des Rundfunks erfolgreich wieder auf. Auch der anfangs noch immer enttäuschte Seidelbast fügt sich in die neue Situation, und zwischen ihm und Brigitte entsteht ein gutes kollegiales Verhältnis.

## Produktion
Gedreht wurde ab dem 28. Juni 1938 bis zum August desselben Jahres in den Funkhäusern in Berlin, an der Autobahn bei Königswusterhausen und in der Ufastadt Babelsberg. Dem Regisseur assistierte Erwin Heiner Moll, die Bauten stammten von Hans Sohnle, Otto Erdmann und Wilhelm Vorwerg, für den Ton sorgte Bruno Suckau. Neben den damals tatsächlich für den Reichsrundfunk tätigen Kapellen Willy Steiner und Otto Kermbach sind im Film auch der Rundfunkansager Heinz Goedecke und der Komiker Udo Vietz zu sehen. 

## Rezeption
„Der Film gehört seiner ausgezeichneten Technik und seiner Bemühung wegen, ein Musterbeispiel deutschen Zukunftslebens dramatisch, klar und aufrichtig vorzuzeichnen, zu den guten, seiner modernen Inszenierung wegen, die mit der augenblicklich so beliebten Breite arbeitet, zu den besonders guten deutschen Produktionen dieses Jahres. Er spiegelt den Willen Deutschlands zur Klarheit in allen seinen Phasen, vom Dialog bis zur Musik.“

„Ein Film aus der Welt des Rundfunks – ja, der war schon fällig, der mußte kommen. Daß gleich der erste einem völlig neuen Genre den Weg weist, danken wir dem köstlichen Einfall dreier Drehbuchautoren und einer bezaubernden Regiearbeit […]. Zu den ernsteren Kostbarkeiten […] gehört der herzenswarme Grundton der erwähnten Sendung […]. Dies ist das Verdienst der schönen, jungen Darstellerin Anneliese Uhlig […], wohl eine der fabelhaftesten Sprecherinnen der jungen Garde. Die schönste Darstellerleistung aber bietet Ernst Waldow in der Rolle eines Rundfunksprechers. Diese Mischung aus Berufstüchtigkeit und sympathischer Männlichkeit, ein Resignationstyp, aber mit liebenswürdigstem Humor aufgelockert, ist ein förmliches neues Rollenfach in der charmanten Gestaltung durch Ernst Waldow geworden. […] So fügt sich alles das […] zu einer überaus liebenswürdigen und runden Gesamtleistung, die schon das Premierenpublikum in angeregteste, beifallsfreudige Stimmung versetzte.“